# Lokaldelen
Lokaldelen i Sverige AB var ett svenskt företag som grundades 1943 och som ansökte om konkurs 11 juli 2017. Företaget var verksamt inom söktjänster på internet, i mobilen och i kataloger, med huvudkontor i Halmstad. Företaget hade cirka 100 anställda på sex orter i Sverige (Umeå, Bollnäs, Stockholm, Göteborg, Malmö samt huvudkontoret i Halmstad).
Lokaldelen i Sverige AB använde innan konkursen flera namn, som Lokaldelen Torget, Torget, Torget.se, samt efter 2014: ClearSense och clearsens.se.
Exempel på produkter och tjänster företaget tillhandahöll inom sök är sökmotoroptimering (SEO), SEM, Google Adwords, hemsidor, Torget.se och Företagsfakta.se för både desktop och mobil, samt den tryckta reklambäraren telefonkatalogen Lokaldelen.
Företaget ingick i FCR Media, som ägde företag inom området lokalt sök i flera europeiska länder. Clearsense har cirka 100 anställda med huvudkontor i Halmstad.

## Historia
- 1943 – Knut Rogsten och startade sin första lokala telefonkatalog i småländska Västbo
- 1949 – registrerades Katalogförlaget. Det var fortfarande bara en katalog, Västbo, som gavs ut.
- 1955 – började företaget växa och antalet telefonkalendrar, kataloger och anställda utökades under åren.
- 1981 – överlät Knut Rogsten Katalogförlaget till Elanders Boktryckeri i Kungsbacka. Då sysselsatte företaget ca. 40 personer och gav ut sammanlagt 180 telefonkataloger/kalendrar.
- 1985 – fick katalogerna namnet Lokaldelen
- 1986 – övertog familjen Elander företaget från Elanders tryckeri
- 1988 – registrerades namnet Lokaldelen i Sverige AB
- 1997 – 2005 under dessa år pågick flera ägarbyten tills European Directories tog över 2005.
- 2013 – Företaget blev en del av FCRMedia[1]
- 2017 – konkurs